# Kanton Salazie
Kanton Salazie (francouzsky Canton de Salazie) byl francouzský kanton v departementu Réunion v regionu Réunion. Tvořila ho pouze obec Salazie. Zrušen byl při reformě francouzských kantonů v roce 2014.